# Michael Ermann

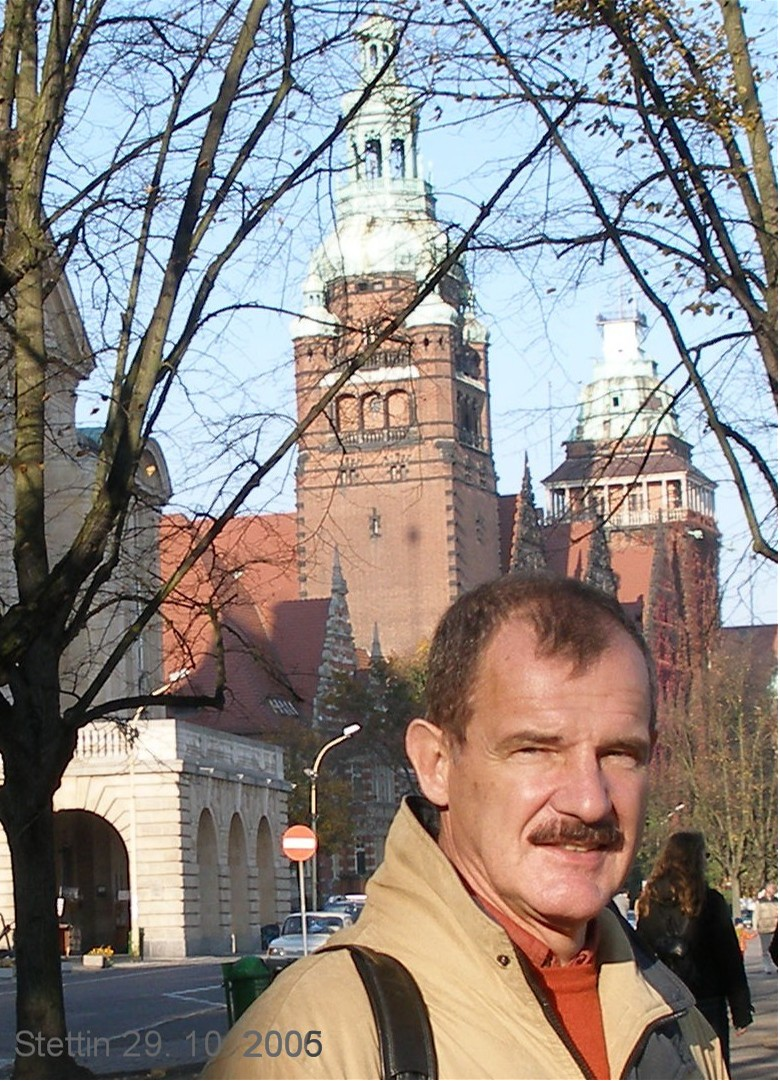
Michael Ermann am 29. Oktober 2005 in seiner Geburtsstadt Stettin

Michael Ermann (* 29. Oktober 1943 in Stettin, Pommern) ist ein deutscher Facharzt für Psychotherapeutische Medizin und Psychoanalytiker in Berlin und emeritierter Universitätsprofessor. Er leitete von 1985 bis 2009 die Abteilung für Psychotherapie und Psychosomatik der Psychiatrischen Klinik der Ludwig-Maximilians-Universität in München. Er hat Bücher zur klinischen Theorie, Behandlungstechnik und Konzeptgeschichte der Psychoanalyse verfasst.

## Leben
Als Heimatvertriebener kam er 1946 nach Westdeutschland, wo er nach mehrfachem Ortswechsel 1963 in Hamburg sein Abitur machte. Zunächst studierte er in Würzburg Kunstgeschichte und Philosophie und wechselte dann zur Medizin mit Studium in Wien, Hamburg und Freiburg. Dort promovierte er bei Wolfgang Spann in Gerichtsmedizin. Alexander Mitscherlich empfahl ihm eine psychoanalytische Ausbildung. Diese absolvierte er von 1971 bis 1976 bei Friedrich Beese in Stuttgart, wo er als Forschungsassistent bei dem Sozialanalytiker Helmut Enke tätig war. Dort betrieb er Untersuchungen zum Effekt stationärer Psychotherapie (Katamnesen) und über Somatoforme Störungen, seinem späteren Habilitationsthema. Als Leitender Oberarzt der Psychosomatischen Klinik am Zentralinstitut für Seelische Gesundheit in Mannheim entwickelte er Konzepte für psychoanalytisch orientierte Behandlungen von somatoformen und Persönlichkeitsstörungen. 1979 habilitierte er sich für Psychosomatische Medizin und Psychoanalyse an der Universität Heidelberg. 1985 wurde er als Nachfolger von Siegfried Elhardt an die Universität München berufen, wo er bis zur Emeritierung 2009 Psychosomatische Medizin und Psychotherapie lehrte.

## Bedeutung
Ermann wurde als Vortragender und durch seine Aufsätze und Bücher bekannt. Er orientiert sich vornehmlich an Michael Balint und Donald Winnicott und zuletzt am Paradigma der Intersubjektivität. Er betont die Bedeutung der psychotherapeutischen Beziehung und der Neuerfahrung für die Behandlung. Sein Hauptinteresse gilt der psychoanalytischen Behandlungstheorie. Seine empirischen Forschungen umfassen Themen der Psychosomatik, der Bewältigungsstrategie der HIV-Infektion, psychophysiologische Studien über den Traum und zuletzt die Bewältigung der Not als Kriegskind im Zweiten Weltkrieg.
1987 bis 1995 war er in einer Periode des Umbruchs Vorsitzender der Deutschen Psychoanalytischen Gesellschaft, deren Wiedereintritt in die Internationale Psychoanalytische Vereinigung er vorbereitete. Zusammen mit Jürgen Körner und Sven Olaf Hoffmann gründete er 1985 die Zeitschrift Forum der Psychoanalyse als Brücke zwischen den Fachgesellschaften. 1983–2016 war er zudem Mitglied des Exekutivkomitees der Internationalen Föderation Psychoanalytischer Gesellschaften (IFPS), wo er u. a. die Archivkommission leitete und die Sektion für individuelle Mitglieder aufgebaut hat.
Von 1985 bis 2013 war er Mitglied im Wissenschaftlichen Beirat der Lindauer Psychotherapiewochen.
Seit 2005 ist Michael Ermann Herausgeber der Buchreihe „Lindauer Beiträge zur Psychotherapie und Psychosomatik“ im Kohlhammer Verlag, seit 2018 zusammen mit Dorothea Huber. Die Bände basieren auf den Vorlesungen und Seminaren, die die Autoren im Rahmen der Lindauer Psychotherapiewochen gehalten haben.

## Ehrungen
- 2008: Schwidder-Award der International Federation of Psychoanalytic Societies IFPS
- 2010: Research Fellow, Konan Institute of Human Sciences, Japan
- 2012: Ehrenmitglied der Deutschen Psychoanalytischen Gesellschaft
- 2017: Ehrenmitglied der Akademie für Psychoanalyse München
- 2018: Ehrenmitglied des Instituts für Psychoanalyse (DPG) Nürnberg - Regensburg

## Schriften
- Die Persönlichkeit bei psychovegetativen Störungen. Klinische und empirische Ergebnisse. Springer, Berlin, Heidelberg, New York 1987, ISBN 978-3-642-72574-6.
- Verstrickung und Einsicht. Nachdenken über die Psychoanalyse in Deutschland. Edition diskord, Tübingen 1996, ISBN 978-3-89295-613-6.
- Wir Kriegskinder. In: Forum der Psychoanalyse. Nr. 2, 2004, S. 226–239.
- Herz und Seele. Psychosomatik am Beispiel des Herzens. Kohlhammer, Stuttgart 2005, ISBN 978-3-17-018652-1.
- Psychoanalyse in den Jahren nach Freud. Entwicklungen 1940–1975. 2. Auflage. Kohlhammer, Stuttgart 2012, ISBN 978-3-17-022190-1.
- Psychoanalyse heute. Entwicklungen seit 1975 und aktuelle Bilanz. 3. Auflage. Kohlhammer, Stuttgart 2017, ISBN 978-3-17-022622-7.
- Angst und Angststörungen. Psychoanalytische Konzepte. 2. Auflage. Kohlhammer, Stuttgart 2019, ISBN 978-3-17-022186-4.
- Träume und Träumen. 3. Auflage. Kohlhammer, Stuttgart 2020, ISBN 978-3-17-023266-2.
- Freud und die Psychoanalyse. Entdeckungen, Entwicklungen, Perspektiven. 2. Auflage. Kohlhammer, Stuttgart 2015, ISBN 978-3-17-025709-2.
- Psychotherapie und Psychosomatik. Ein Lehrbuch auf psychoanalytischer Grundlage. 7. Auflage. Kohlhammer, Stuttgart 2020, ISBN 978-3-17-021570-2.
- Der Andere in der Psychoanalyse. Die intersubjektive Wende. 2. Auflage. Kohlhammer, Stuttgart 2016, ISBN 978-3-17-030244-0.
- Identität und Begehren. Zur Psychodynamik der Sexualität. Kohlhammer, Stuttgart 2019. ISBN 978-3-17-035992-5
- Narzissmus. Vom Mythos zur Psychoanalyse des Selbst. Kohlhammer, Stuttgart 2020. ISBN 978-3-17-036282-6
- Michael Ermann (Hrsg.): Die hilfreiche Beziehung in der Psychoanalyse. Vandenhoeck und Ruprecht, Göttingen 1993, ISBN 978-3-525-45753-5.
- mit Renate Feidel, Bruno Waldvogel: Behandlungserfolge in der Psychotherapie. Neuere Ergebnisstudien und ihre Güte. Kohlhammer, Stuttgart, Berlin, Köln 2001, ISBN 978-3-17-017103-9.